# Poncho Hodges
D. Poncho „Cho“ Hodges (* 1. Januar 1975) ist ein US-amerikanischer Schauspieler und Synchronsprecher sowie ehemaliger Basketballspieler und heutiger -trainer. 

## Leben
Hodges wurde am 1. Januar 1975 geboren. Den Namen Poncho bekam er von seiner Großmutter mütterlicherseits. An der University of Colorado Boulder spielte er von 1991 bis 1993 für die dortige Basketballmannschaft, die Colorado Buffaloes. Mit 2,6 Blocks je Begegnung, die ihm während der Saison 1991/92 gelangen, stellte er an der University of Colorado Boulder eine Hochschulbestmarke auf, die erst im Spieljahr 2002/03 gebrochen wurde. Er weilte außerdem in der Vorbereitung auf die Saison 1993/94 bei der NBA-Mannschaft Los Angeles Lakers, wurde aber vor dem Saisonbeginn von den Kaliforniern aussortiert. Von 1996 bis 1997 spielte er in der französischen zweiten Liga für den Verein Elan Basket Saint-Brieuc aus der Stadt Saint-Brieuc. Es folgten Stationen in Israel, der Türkei und Japan. Anschließend machte er eine Schauspielausbildung an der North Carolina States School Of Drama.
2005 folgte mit einer Episodenrolle in der Fernsehserie Law & Order der Schritt als Schauspieler. Nach Besetzungen in Kurz- und Spielfilmen, mimte er 2007 in der Fernsehserie The Game die wiederkehrende Rolle des Rick Jones. Im selben Jahr wirkte er im Spielfilm Lizenz zum Heiraten. Von 2007 bis 2008 spielte er die Rolle des Rick Jones in der Fernsehserie Ganz schön schwanger. In den folgenden Jahren erhielt er Rollen unter anderen im Film Dance of the Dead und in der Fernsehserie Sons of Anarchy. 2011 spielte er in drei Episoden der Fernsehserie True Blood die Rolle des Officer Trap. 2013 spielte er unter anderen Episodenrollen in den Fernsehserien Hit the Floor und Wendell & Vinnie sowie die Rolle des Bulldog im Film Attila – Master of an Empire. 2016 spielte er die männliche Hauptrolle des Tolgham Liepo im Film The Reluctant Polyglot.
Zusätzlich arbeitet er als Basketballtrainer.

## Filmografie (Auswahl)
- 2005: Law & Order (Fernsehserie, Episode 15x16)
- 2006: The Other Side
- 2006: Let’s Talk (Kurzfilm)
- 2006: Knuckle Game
- 2007: The Game (Fernsehserie, 2 Episoden)
- 2007: Lizenz zum Heiraten (License to Wed)
- 2007–2008: Ganz schön schwanger (Notes from the Underbelly, Fernsehserie, 2 Episoden)
- 2008: Dance of the Dead
- 2009: Sons of Anarchy (Fernsehserie, Episode 2x07)
- 2009: The Adventures of Umbweki
- 2010: Warren the Ape (Fernsehserie, Episode 1x07)
- 2010: Dicks (Fernsehfilm)
- 2010: Wrath of Cain – Kreislauf der Gewalt (Wrath of Cain)
- 2011: True Blood (Fernsehserie, 3 Episoden)
- 2011: Double Tap
- 2011: Wilde Salomé (Dokumentation)
- 2012: Prom Night (Kurzfilm)
- 2013: The Guy Who’s Fucking Your Girlfriend (Kurzfilm)
- 2013: Hit the Floor (Fernsehserie, Episode 1x02)
- 2013: Wendell & Vinnie (Fernsehserie, Episode 1x15)
- 2013: Attila – Master of an Empire (Attila)
- 2016: The Reluctant Polyglot
- 2016: All Out Dysfunktion!
- 2018: Zuhause bei Raven (Raven’s Home, Fernsehserie, Episode 2x08)
- 2020: Familienanhang (Family Reunion, Fernsehserie, Episode 2x04)
- 2021: Why Not? (Dokumentation)

## Synchronisationen (Auswahl)
- 2007: NBA '08 Featuring the Life: Vol 3 (Computerspiel)
- 2008: NBA '09: The Inside (Computerspiel)